# Luhačovice
Luhačovice (německy Luhatschowitz) jsou město v okrese Zlín ve Zlínském kraji. Leží šestnáct kilometrů jihovýchodně od okresního a zároveň i krajského města Zlín na říčce Šťávnice. Město má katastrální výměru 33 km² (3 299 hektarů), 1 099 domů a žije zde přibližně 5 000 obyvatel. 

## Název
Na osadu byl přenesen název vesnice Luhačovice zaniklé v polovině 14. století v okolí Dražůvek u Kyjova (oboje Luhačovice náležely tehdy pánům z Obřan). Místní jméno Luhačovice vzniklo odvozením od osobního jména Luhač, jehož základ byl slovesný, ale jinak nejasný. Původně se jednalo o označení obyvatel osady (Luhačovici – "Luhačovi lidé"), které bylo přeneseno na osadu samotnou.

## Historie
První stopy slovanského osídlení v tomto kraji jsou doloženy již v 7. a 8. století, což dosvědčují archeologické nálezy v Oboře u Luhačovic. Nejstarší písemná zmínka o Luhačovicích pochází z roku 1412, na město byly povýšeny teprve 3. června 1936. Německy se nazývaly Bad Luhatschowitz.[kdy?]

## Obyvatelstvo
Podle sčítání v roce 1930 zde žilo v 483 domech 2219 obyvatel. 2204 obyvatel se hlásilo k československé národnosti a 4 k německé. Žilo zde 1973 římských katolíků, 18 evangelíků, 153 příslušníků Církve československé a 9 židů.
| Rok            | 1869  | 1880  | 1890  | 1900  | 1910  | 1921  | 1930  | 1950  | 1961  | 1970  | 1980  | 1991  | 2001  | 2011  | 2021  |
| -------------- | ----- | ----- | ----- | ----- | ----- | ----- | ----- | ----- | ----- | ----- | ----- | ----- | ----- | ----- | ----- |
| Počet obyvatel | 1 816 | 1 955 | 2 068 | 2 267 | 2 867 | 3 005 | 3 362 | 3 737 | 4 733 | 5 062 | 5 378 | 5 828 | 5 621 | 5 172 | 4 842 |
| Počet domů     | 313   | 325   | 389   | 409   | 498   | 556   | 704   | 880   | 878   | 936   | 972   | 1 125 | 1 099 | 1 191 | 1 206 |

## Městská správa a politika
Správu nad městem vykonává městské zastupitelstvo v čele se starostou. Je voleno v komunálních volbách na čtyři roky a má 21 členů. 
V roce 2022 byli zvolení tito členové zastupitelstva: Ing. Marian Ležák (BEZPP), Josef Michálek (BEZPP), MUDr. David Rumpík, Ph.D. (BEZPP), Mgr. Marek Nesázal (BEZPP), Adéla Vitteková (BEZPP), Mgr. Patrik Hetmer (BEZPP), Ing. Karel Gergela (BEZPP), Daniel Mejzlík (BEZPP), Tomáš Smejkal (BEZPP), Radim Kopunec (BEZPP), Mgr. Lenka Semelová, DiS. (BEZPP), Mgr. et Mgr. Přemysl Janík (KDU-ČSL), Bc. Michal Kubela (BEZPP), Mgr. Markéta Prouzová (BEZPP), Robert Kolařík (BEZPP), Ing. Martin Plášek (BEZPP), Mgr. Eva Tomalová (BEZPP), JUDr. Jiří Zicha, Ph.D. (BEZPP), Stanislav Duháň (ODS), Monika Slováková (BEZPP) a Mgr. Roman Lebloch (BEZPP).
Volební účast byla 47,23 % v sedmi volebních okrscích. Ze zvolených zastupitelů bylo 19 bez stranické příslušnosti, 1 patří k ODS a 1 ke KDU-ČSL. Starostou se stal Ing. Marian Ležák.

Složení zastupitelstva

### Správní území
Město leží ve Zlínském kraji (s 307 obcemi), v okrese Zlín (s 91 obcemi), má status obce s rozšířenou působností a obce s pověřeným obecním úřadem; je součástí správního obvodu Luhačovice s 15 obcemi. Skládá se s 4 katastrálních území a 4 částí obce. Sousedními obcemi sídla jsou Podhradí, Biskupice, Petrůvka, Rudice, Uherský Brod, Bojkovice, Rudimov, Provodov, Pozlovice, Ludkovice a Slavičín.

### Místní části
- Kladná Žilín
- Luhačovice
- Polichno
- Řetechov

### Městské symboly
Znak a vlajka byly městu uděleny rozhodnutím předsedy Poslanecké sněmovny Parlamentu České republiky dne 2. září 1994.
- Znak – tvoří jej stříbrný štít, v něm je zelený trávník, ze kterého vyrůstá jabloň a na ní jsou červené plody. Pod jabloní se nachází vpravo modré krojidlo a vlevo rovněž modrá radlice.
- Vlajka – tvoří ji tři svislé pruhy v barvách modrá, bílá a modrá, uprostřed v bílém pruhu je jabloň s červenými plody.

## Doprava
Město leží na silnicích druhé třídy: II/492 a II/496 a železniční trati Újezdec u Luhačovic – Luhačovice se stanicí Luhačovice a zastávkou Polichno.

## Lázeňství

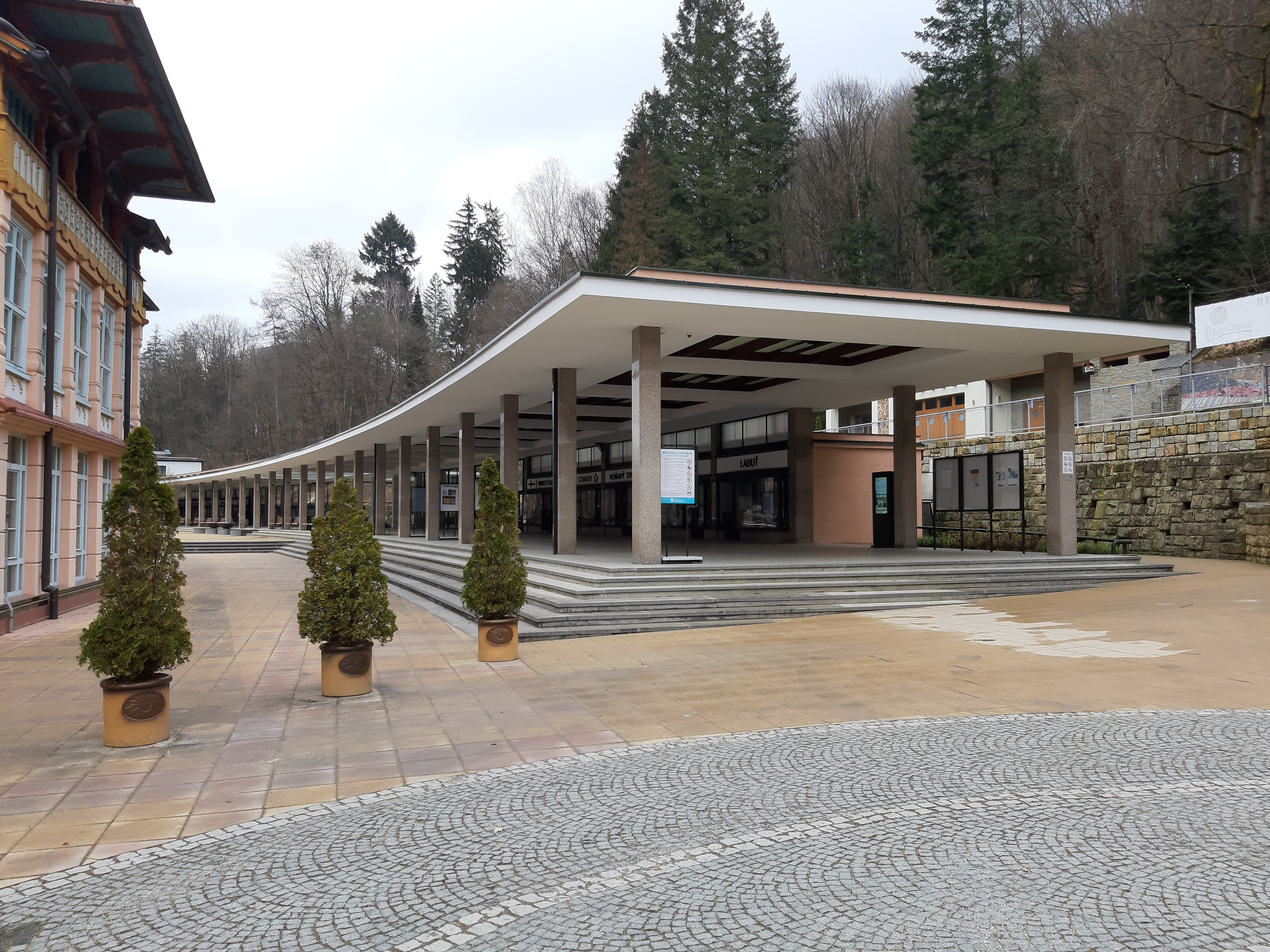
Lázeňská kolonáda

V Luhačovicích jsou čtvrté největší lázně v České republice a největší na Moravě. Léčí se zde především lidé s nemocemi dýchacího ústrojí, poruchami trávení a obezitou. Lázně vděčí za svůj věhlas především minerálním pramenům. V Luhačovicích vyvěrá sedm přírodních pramenů a desítky pramenů navrtaných. Nejznámějším a nejvýznamnějším pramenem Luhačovských lázní je pramen Vincentka, který se stáčí do láhví a nachází se ve zdejší kolonádě. O založení tradice a výrazný rozvoj lázeňství se zasloužil na přelomu 19. a 20. století doktor František Veselý, který vyjednal odkoupení lázní od rodu Serényiů a založení akciové společnosti, která lázně začala provozovat.

## Poloha azajímavosti
Luhačovice se rozkládají v údolí říčky Šťávnice (zvaná též Luhačovický potok) a jsou obklopeny strmými zalesněnými kopci. Jsou centrem specifické přechodné národopisné oblasti Luhačovské Zálesí, ležící na pomezí Valašska a Slovácka. Ač město leží v nadmořské výšce 250 metrů a vrcholky okolních kopců dosahují nadmořské výšky maximálně 672 metrů (vrchol Komonec), je tu patrný podhorský charakter. Tři kilometry proti proudu říčky Šťávnice byla ve dvacátých letech 20. století postavena přehrada nazývaná Luhačovická nebo též Pozlovická. Její první úlohou bylo zadržovat pravidelné záplavy, které pustošily lázně. Časem však převzala i funkci rekreační a nyní slouží hlavně rybářům. Rybářský svaz zde pořádá jarní a podzimní rybářské závody, které jsou známé po celé České republice.
Ve městě se nachází velké množství nejrůznějších kaváren, vináren, restaurací a cukrářství. Do Luhačovic se dnes nejezdí jen za léčením, ale zdejší podmínky uspokojí návštěvníky turisticky, sportovně i společensky založené. Stále rostoucí úroveň pohostinství před první světovou válkou a zejména po ní měla značný vliv na propojování různých odvětví a kvalitativní růst moravské kuchyně. Pro turistiku jsou v Luhačovicích vytvořeny speciální okruhy po okolí s přírodní scenérií. V okolí Luhačovic se nachází doklady o příchodu Slovanů na území Česka, zříceniny hradů nebo zámek Serényiů. Ve městě se nachází také sportovní hala, tenisové kurty nebo lázeňské divadlo.

Město má ceněnou urbanistickou a architektonickou tvář, podpořenou i členitým terénem spojených údolí. Na architektonické podobě Luhačovic se podíleli vynikající architekti Dušan Jurkovič, Emil Králík, Oskar Poříska. Stopu zde zanechali i František Roith a Bohuslav Fuchs, který vypracoval pro Luhačovice několik územních plánů a podle jeho návrhu byly postaveny penziony Radun, Iva, Avion a Viola a vila Sáva.

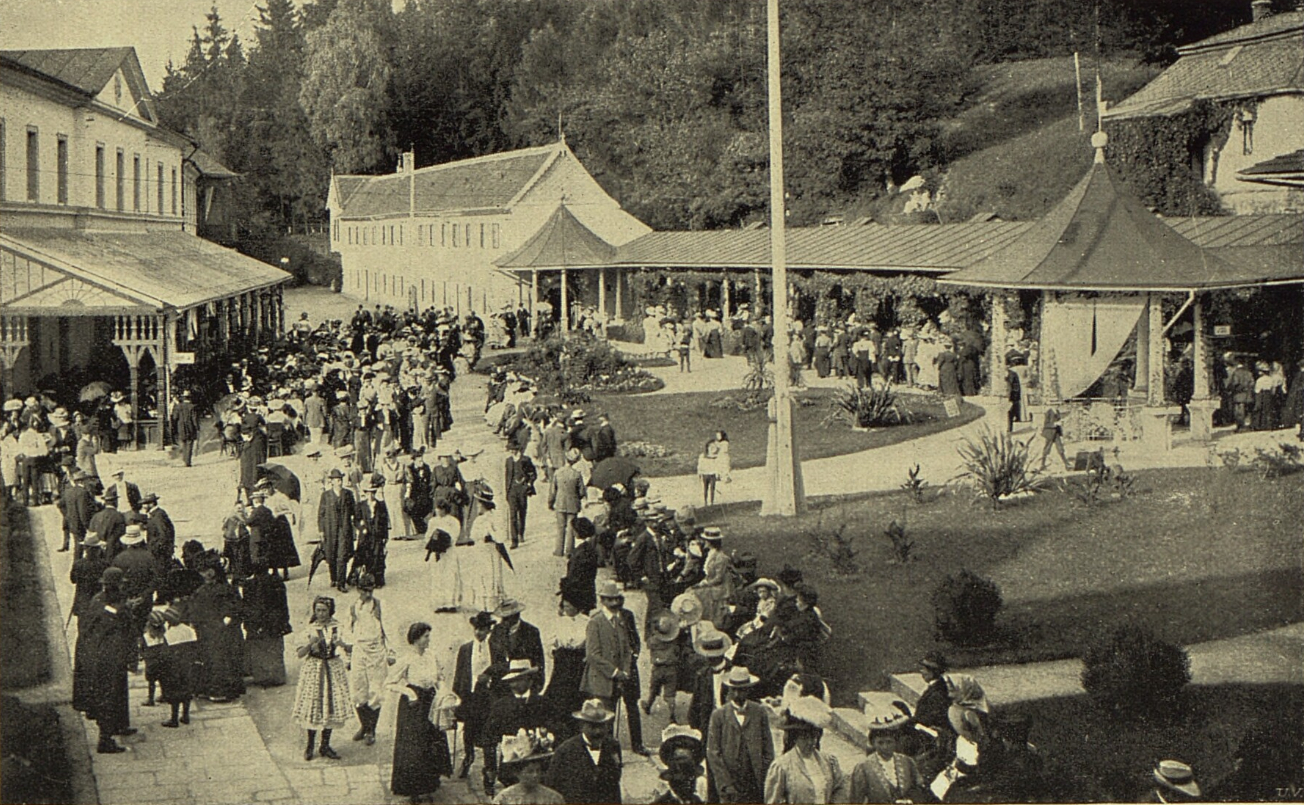
Kolonáda v Luhačovicích před rokem 1916

## Pamětihodnosti
- Areál lázní
- Kolonáda v Luhačovicích
- Dům Bedřicha Smetany
- Jurkovičův dům
- Společenský dům
- Kostel svaté Rodiny – moderní stavba s věží o výšce 22 metrů, dokončená v roce 1997[13]
- Zámek Luhačovice
- Zámecká kaple svatého Josefa – sloužila jako luhačovický farní kostel od roku 1784 do roku 1997, kdy ji nahradil kostel svaté Rodiny
- Kaple Panny Marie (u Augustiniánského domu) – neogotická sakrální stavba[14][15]
- Kaple svaté Alžběty – kaplička z konce 18. století v jižní části lázeňského centra
- Lázeňský dům Inhalatorium
- Lázeňský pavilón Krystal
- Lázeňský pavilón Radhošť
- Augustiniánský dům
- Vila Lipová
- Vila s lékárnou
- Vila Světlana
- Vila Haná
- Vila Ludmila
- Vila Samohrd
- Vila Pracner
- Vila Valaška
- Vila Emausy
- Samorostlá vila
- Vodoléčebný ústav a Sluneční lázně s plovárnou
- Tenisový pavilón
- Lázeňské divadlo
- Zbořený lázeňský dům čp. 123

## Vzdělávání

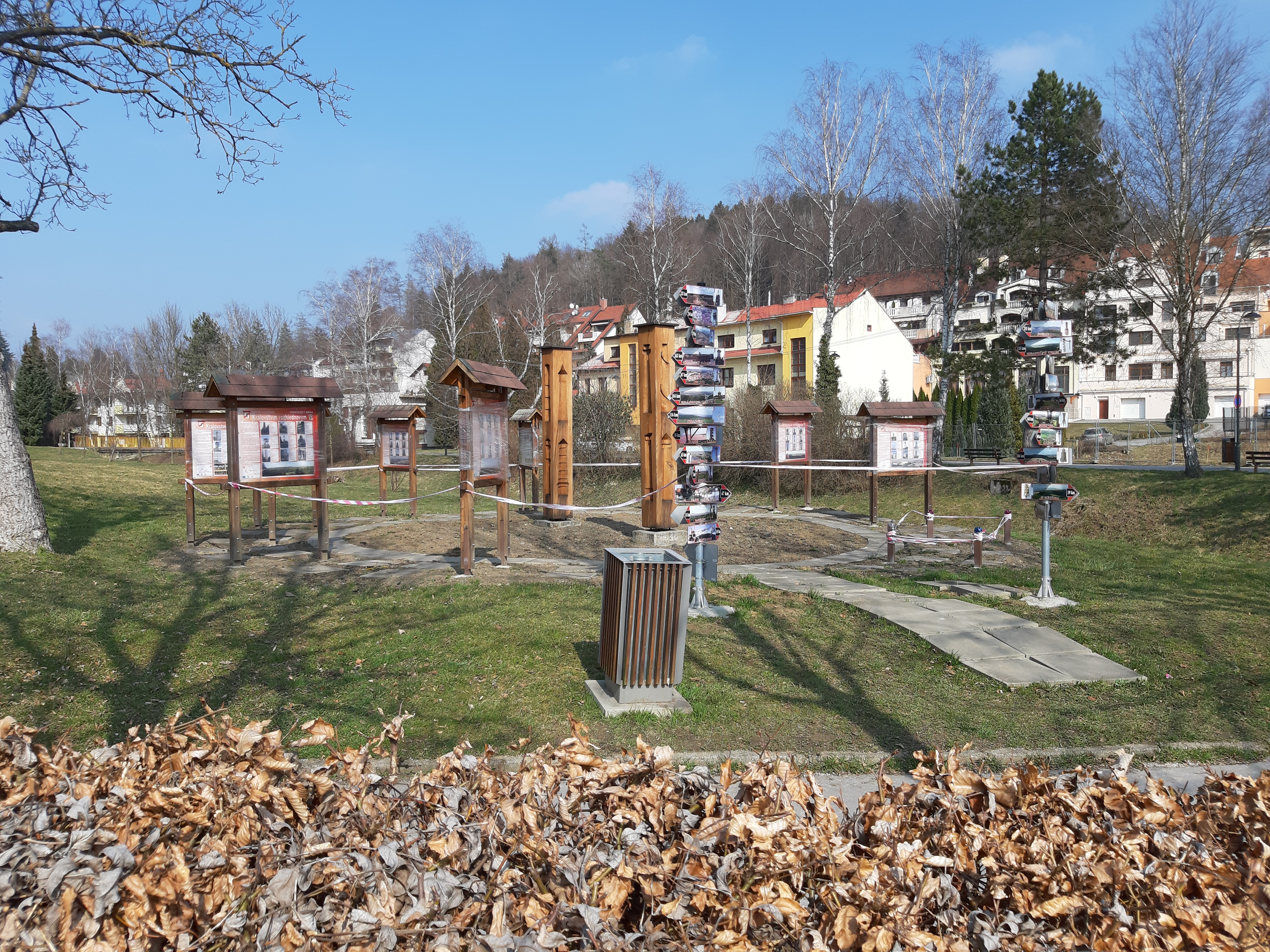
Výstava rozhleden (v okolí Luhačovic) byla vzhledem k pandemii covidu-19 zafóliována a byl k ní zamezen přístup (25. března 2021)

V Luhačovicích je základní škola a Střední odborná škola Luhačovice, vzdělávací instituce přidružená k mezinárodní síti škol UNESCO. Lze na ní studovat jak obory s maturitou, tak bez maturity. Studijní obory s maturitní zkouškou jsou zaměřené na Management umění a reklamy, Informační služby a uměleckořemeslnou tvorbu (Design a zpracování dřeva, Design a zpracování kovů, Design a tvorbu keramiky). Dříve se zde vyučovala i Uměleckořemeslná stavba strunných hudebních nástrojů. Obory gastronomie (Kuchař-číšník, Kuchař-kuchařka a Číšník-servírka) jsou ukončeny výučním listem. Škola má také Domov mládeže pro studenty, kteří nemohou denně dojíždět.
Ve městě se nachází Městská knihovna, Středisko volného času, které zajišťuje volnočasové aktivity pro veřejnost.

## Události
V Luhačovicích se pravidelně koná mnoho akcí a událostí:
Mezi jednu z největších akcí města Luhačovice patří Otevírání pramenů. Jedná se o třídenní festival, který se koná v Luhačovicích vždy druhý víkend v květnu. Jednu z největších akcí v roce pořádá město Luhačovice, realizaci zajišťuje Kulturní a kongresové centrum Elektra. Součástí je zahajovací koncert, sobotní historická část a nedělní svěcení pramenů s folklórem.
Mezi další akce a události patří: 
- leden – Ples města Luhačovice
- únor – Masopustní jarmark s fašankovou obchůzkou, Tady pramení prohlídky, Šibřinky
- březen – Slavnost divadel
- duben  – Velikonoční jarmark s folklorem, Den země
- květen – Festival Otevírání pramenů, Roztančené Luhačovice, Luhačovice město zdraví a módy
- červen – Řezbářské sympozium 21, Hudba hradní stráže, Folklorní lázně
- červenec – Luhačovické filmové léto, Luhačovická pouť, Janáček a Luhačovice
- srpen – Akademie Václava Hudečka, Divadelní Luhačovice
- září – Kloboukový den, Mezinárodní folklorní festival "Písní a tancem", Svatováclavské slavnosti
- říjen – Slavnost pod jabloní, Dny luhačovické architektury
- listopad – Svatomartinský průvod světel
- prosinec – Vánoční jarmark s rozsvícením stromu, Mikulášská jízda městem s čertí diskotékou, Štědrá ptačí hostina, Štědrovečerní běh
- Ochotnické divadlo Jednou za rok?[16]

## Sport

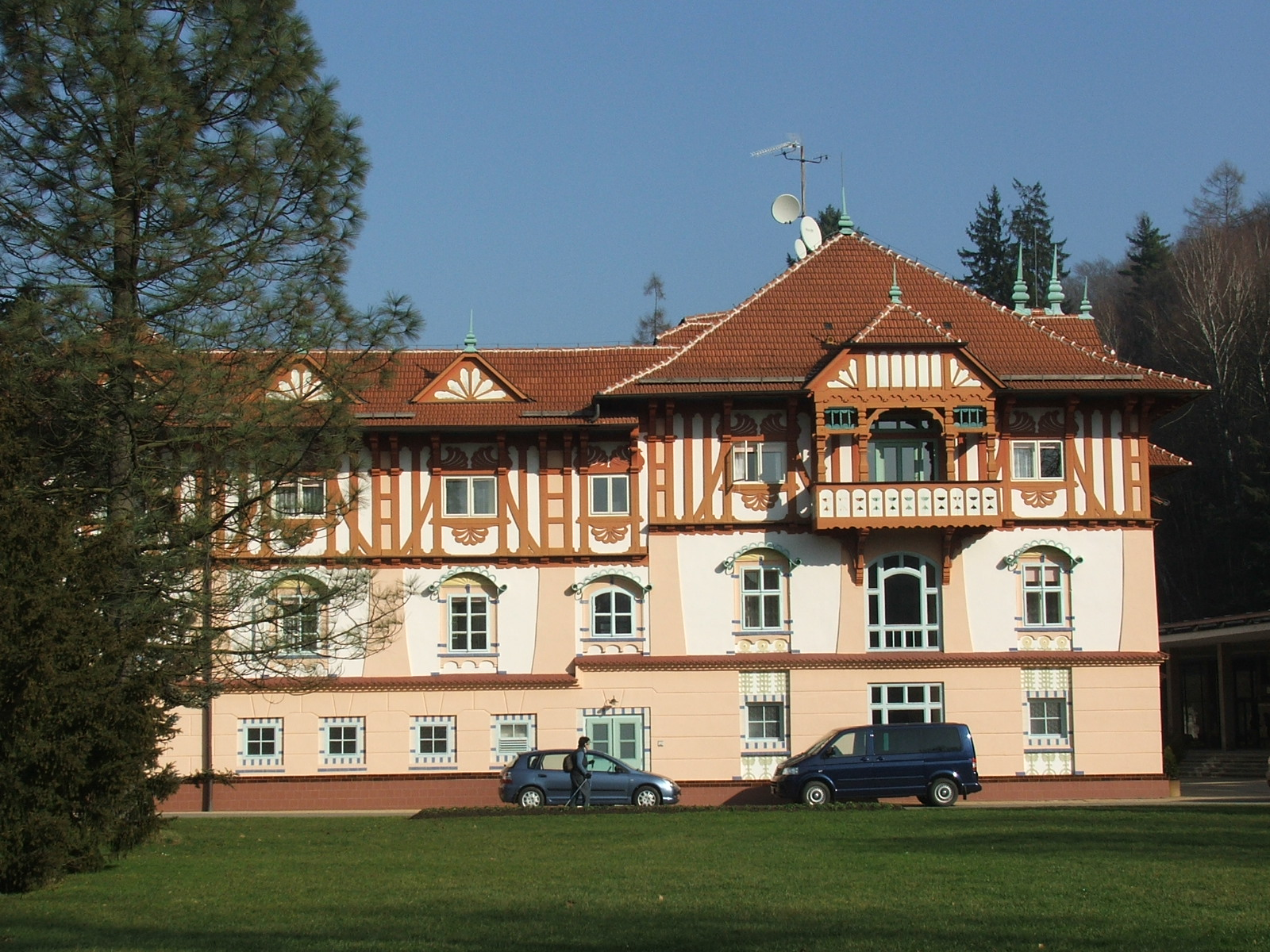
Jurkovičův dům poblíž kolonády

Ve městě je zastoupeno mnoho sportů. Fotbalový klub sídlí na Radostově, kde je také víceúčelová sportovní hala vhodná pro sálové sporty a aerobik. Tenisový klub sídlí v lázních u Ottovky, ale kurty je možné si pronajmout také na mnoha dalších místech. K plavání lze využít přehradu (v roce 2017 vyčištěnou) nebo četné hotelové bazény; na konci roku 2010 byla do provozu uvedena nová městská plovárna, která je zajímavá i z architektonického pohledu. TJ Slovan Luhačovice je známý zejména díky velmi úspěšnému oddílu orientačního běhu, dalšími oddíly jsou cyklistický, softbalový a lyžařský. Druhá tělovýchovná jednota, Sokol Luhačovice, navázala na svou bohatou historii v roce 1996, v současnosti pod touto hlavičkou závodí oddíly házené a kuželek.
V Luhačovicích a okolí se pořádá také několik běžeckých závodů. Nejstarším z nich je Štědrovečerní běh, konaný již od roku 1989 vždy 24. prosince. Dobrosrdečná nálada vánočních svátků vládne také o dva dny později na Štěpánském běhu v Pozlovicích, na který navazuje Štěpánský pochod s výstupem na Starý Světlov. V posledních letech přibyl na přelomu října a listopadu Luhačovický běh Kerteamu a na jaře při příležitosti Diabetologických dnů Běh proti diabetu. Pravidelnou akcí se již[kdy?] stal také LCE triatlon, pořádaný Sokolem na začátku letních prázdnin, a cyklistické závody pořádané během celého roku.
Během zimy jsou Mikroregionem Luhačovické Zálesí připravovány tři běžkařské trasy: Pozlovice I, Pozlovice II a Petrůvka. V provozu je také lyžařský svah v lokalitě Anténka.

## Osobnosti
- Marie Calma (1881–1966), česká spisovatelka, operní pěvkyně, organizátorka kulturního dění v Luhačovicích
- Vojtěch Král (1902–1991), kněz, v letech 1965–1972 luhačovický farář
- František Petrák (* 1961), malíř, loutkář a pedagog
- Blanka Petráková (* 1964), kurátorka muzea, spoluzakladatelka spolku Calma
- Otto Serényi (1855–1927), moravský zemský hejtman
- Jindřich Šimurda (1925–2021), luhačovický diabetolog, zakládající člen České diabetologické společnosti a organizátor luhačovických diabetologických dnů[18]
- Josef Šnajdr (1909–1992), pilot RAF, generálmajor
- Antonín Václavík (1891–1959), etnograf z Pozlovic
- Vladimír Vašků (* 1933), historik
- Václav Umlauf (* 1960), teolog a filozof

Častým hostem Luhačovic byl mj. hudební skladatel Leoš Janáček, jenž zde pobýval nejprve v lázeňských domech, později u svých přátel. Vznikla zde jeho Glagolská mše, a některá díla dokonce byla inspirována zdejším prostředím, například opera Osud.

## Partnerská města
- Ustroń, Polsko
- Piešťany, Slovensko
- Topoľčany, Slovensko

## Fotogalerie

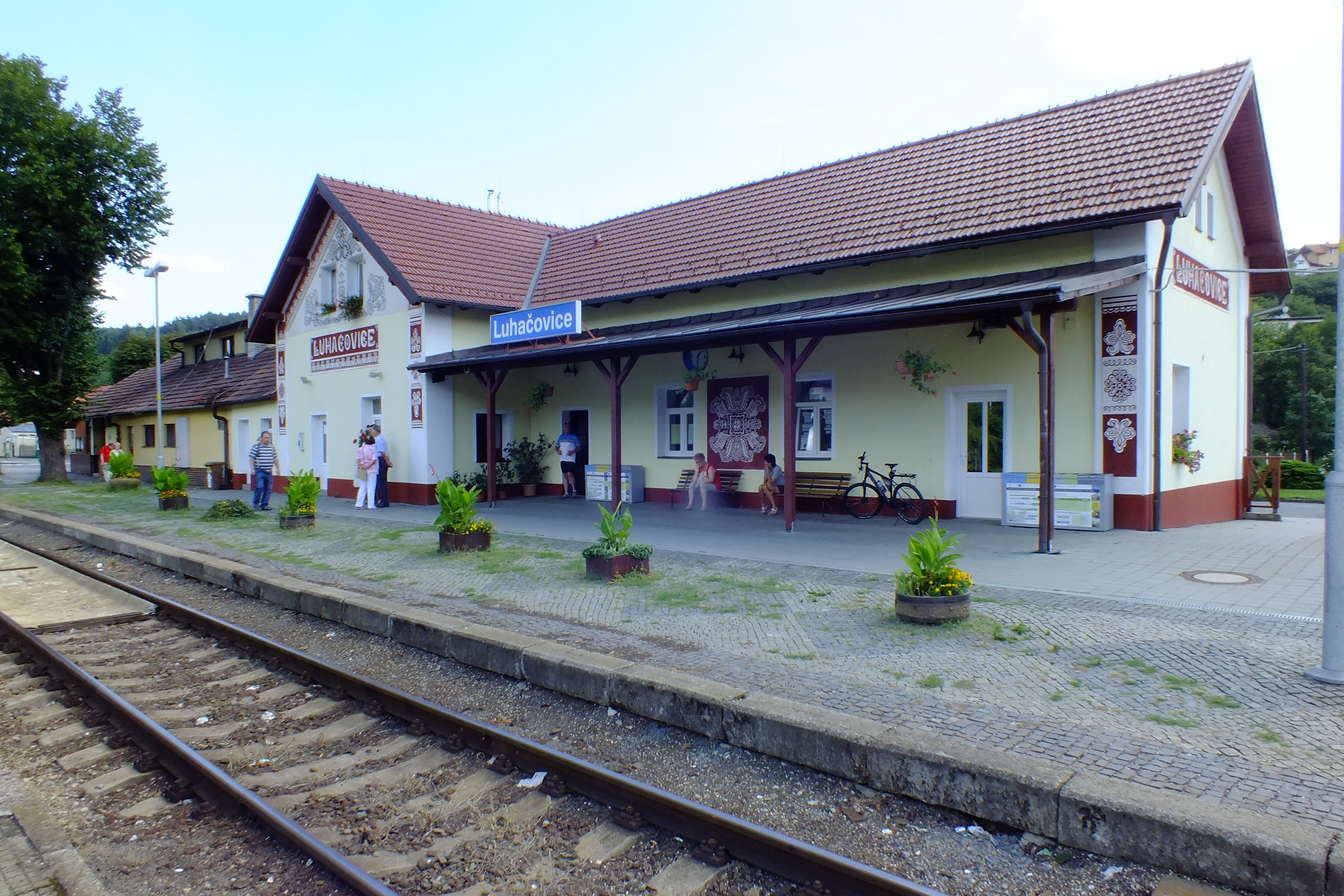
Železniční nádraží Luhačovice
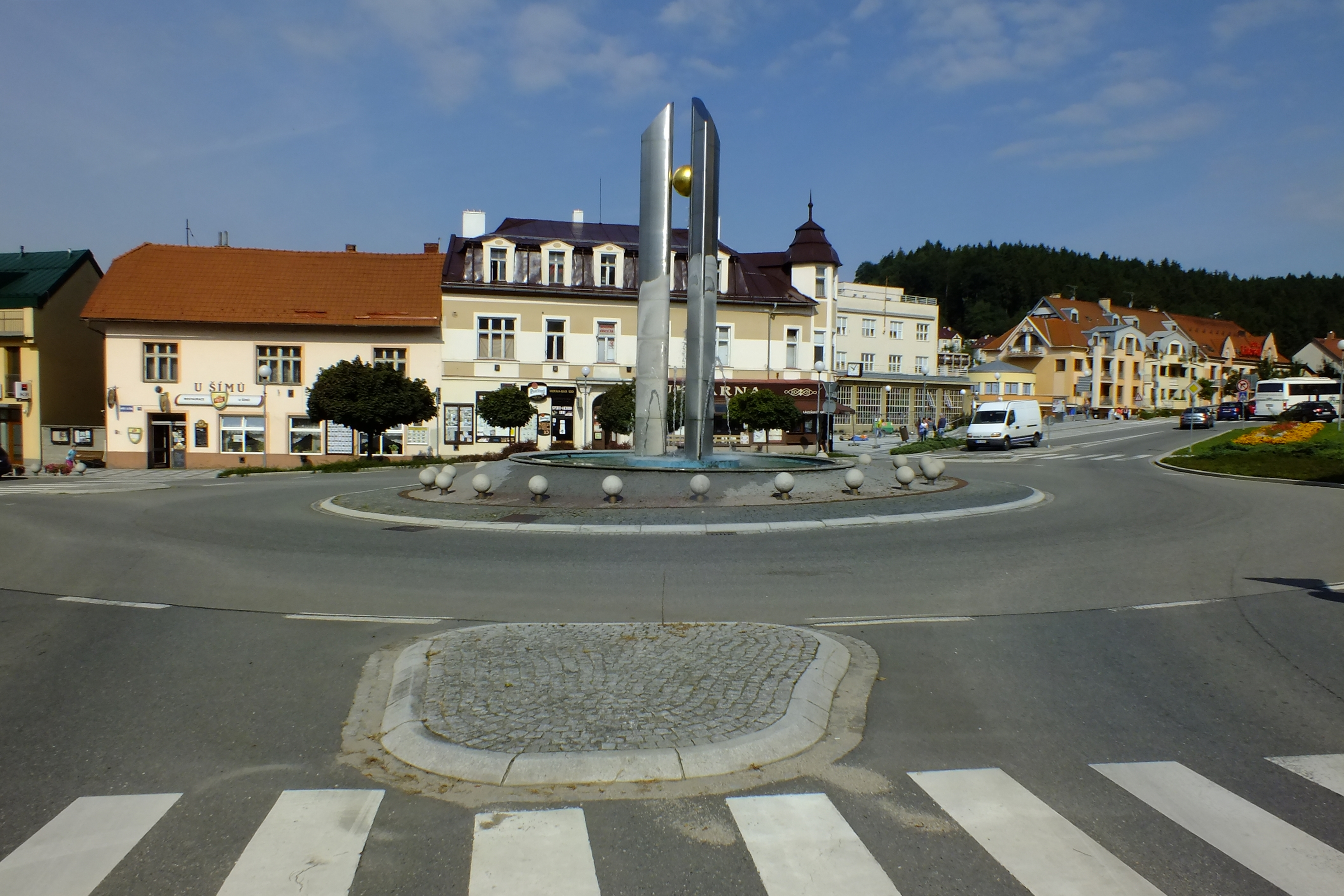
Centrum města
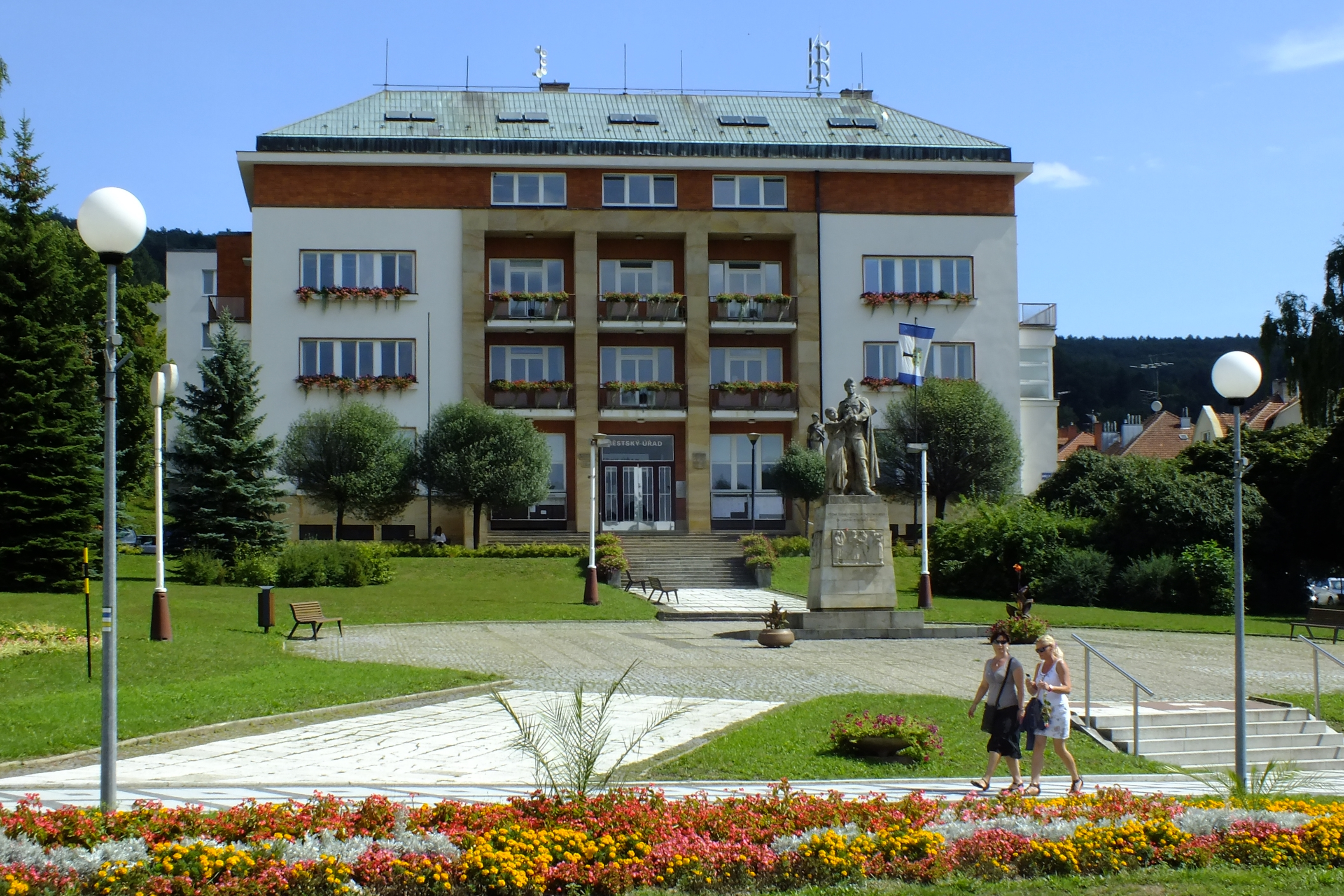
Městský úřad
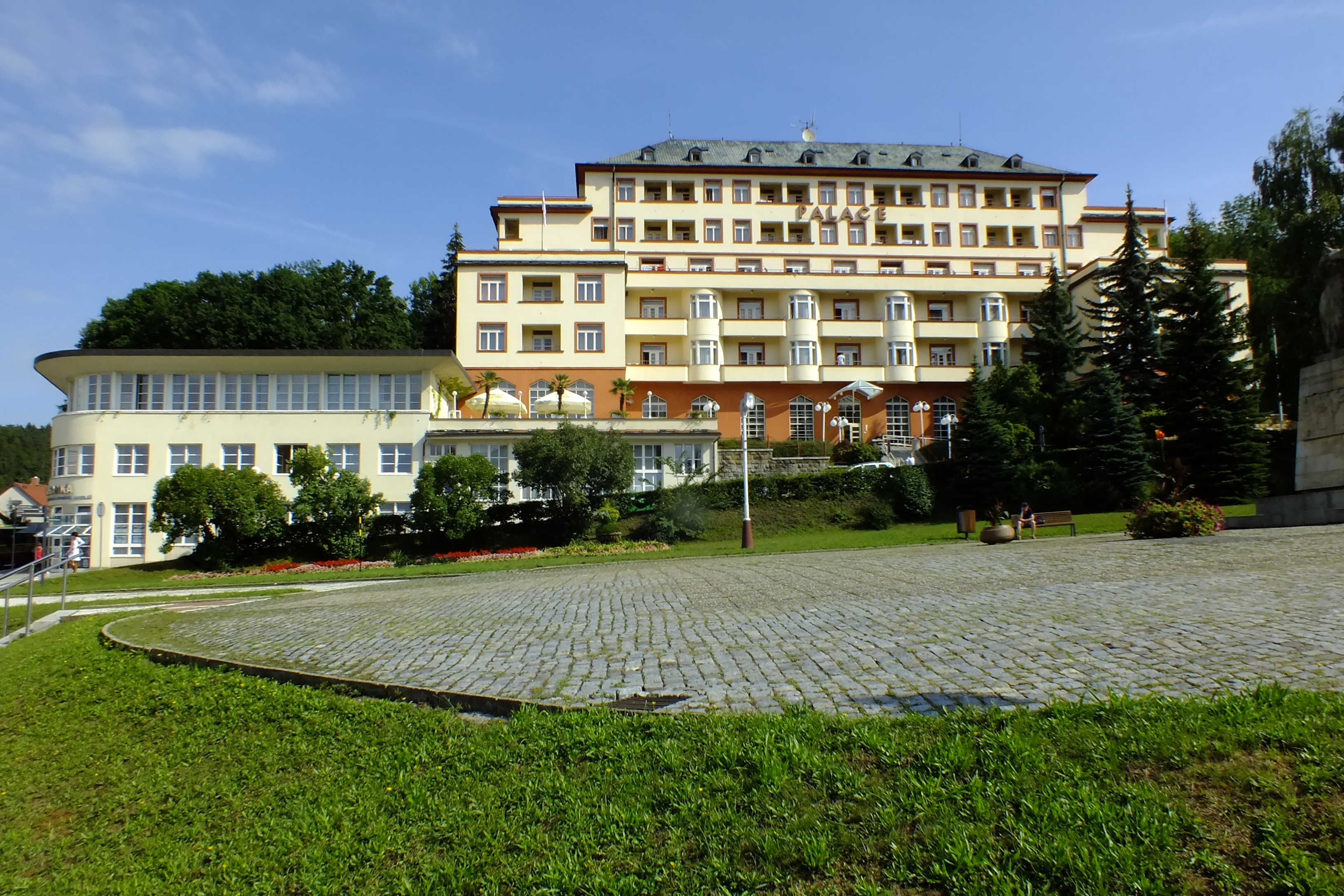
Hotel Palace
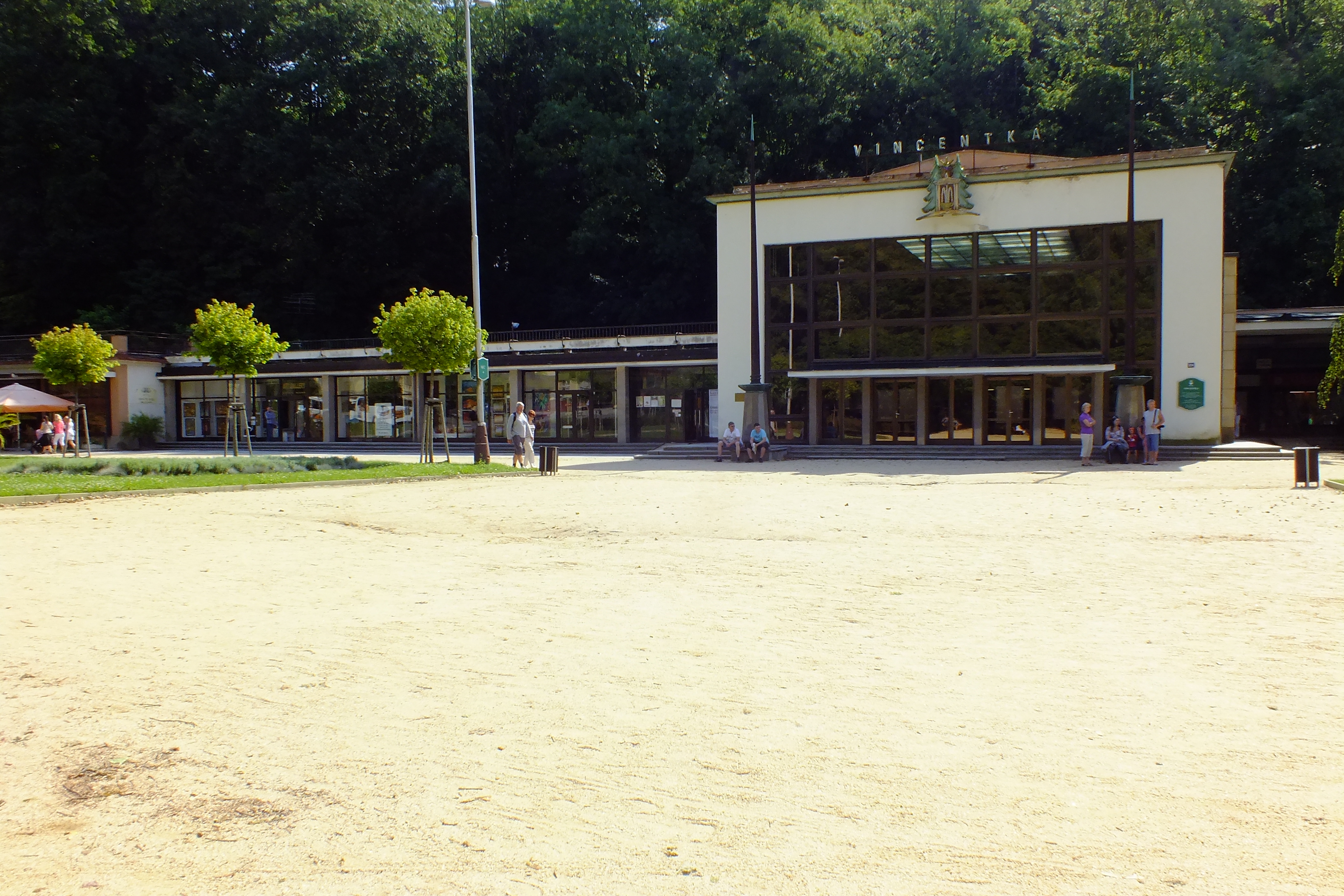
Pramen Vincentky
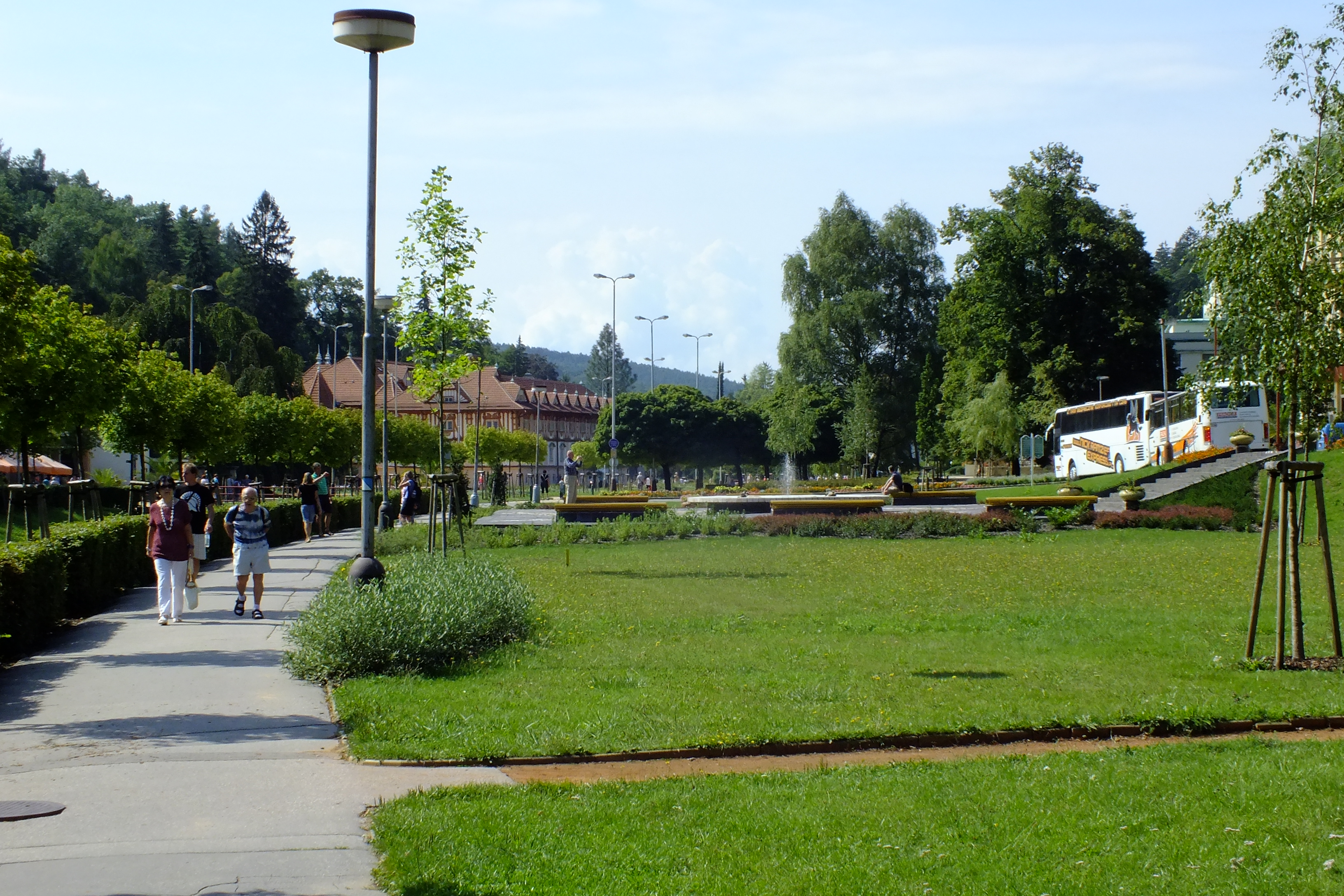
Lázeňský park
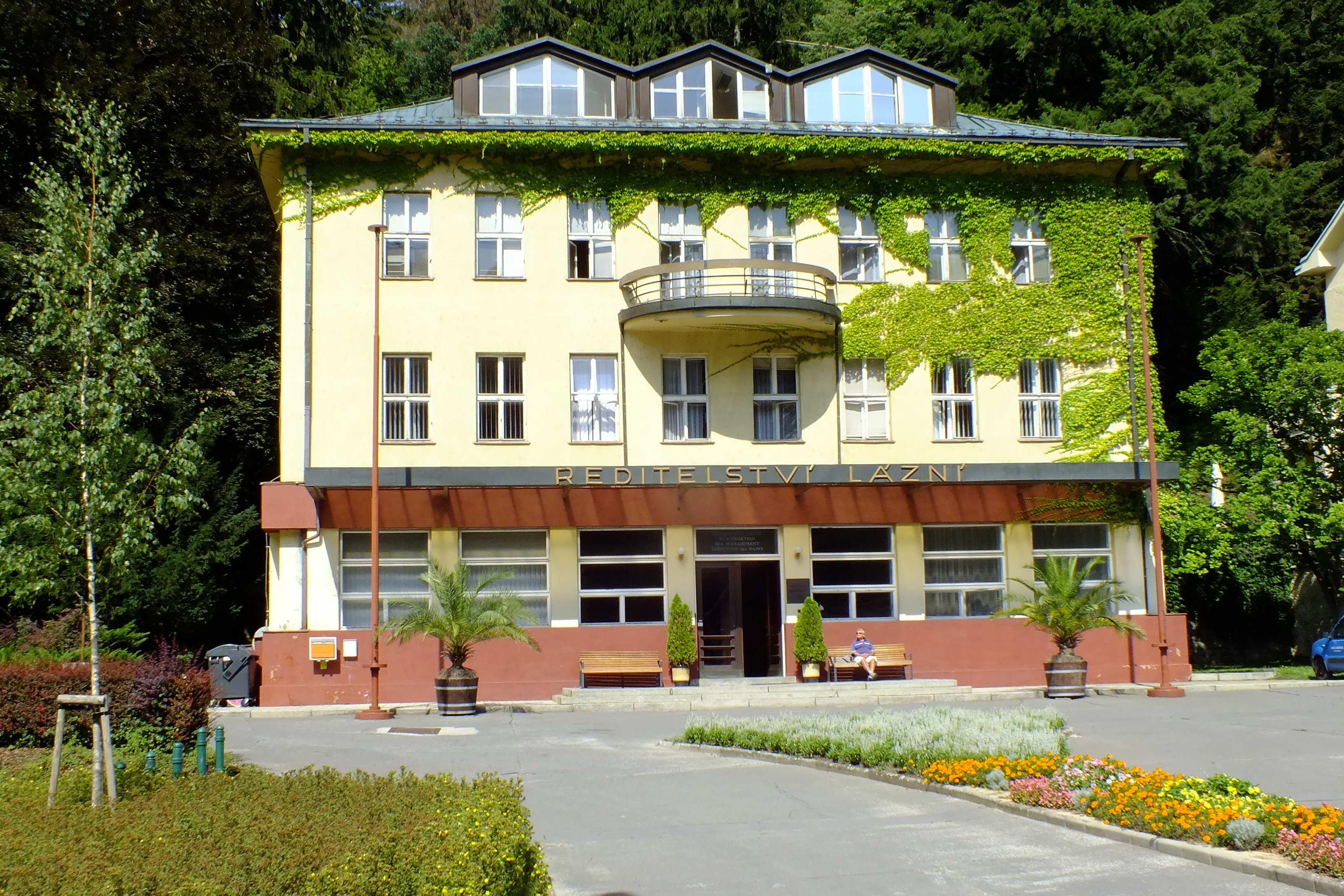
Ředitelství lázní
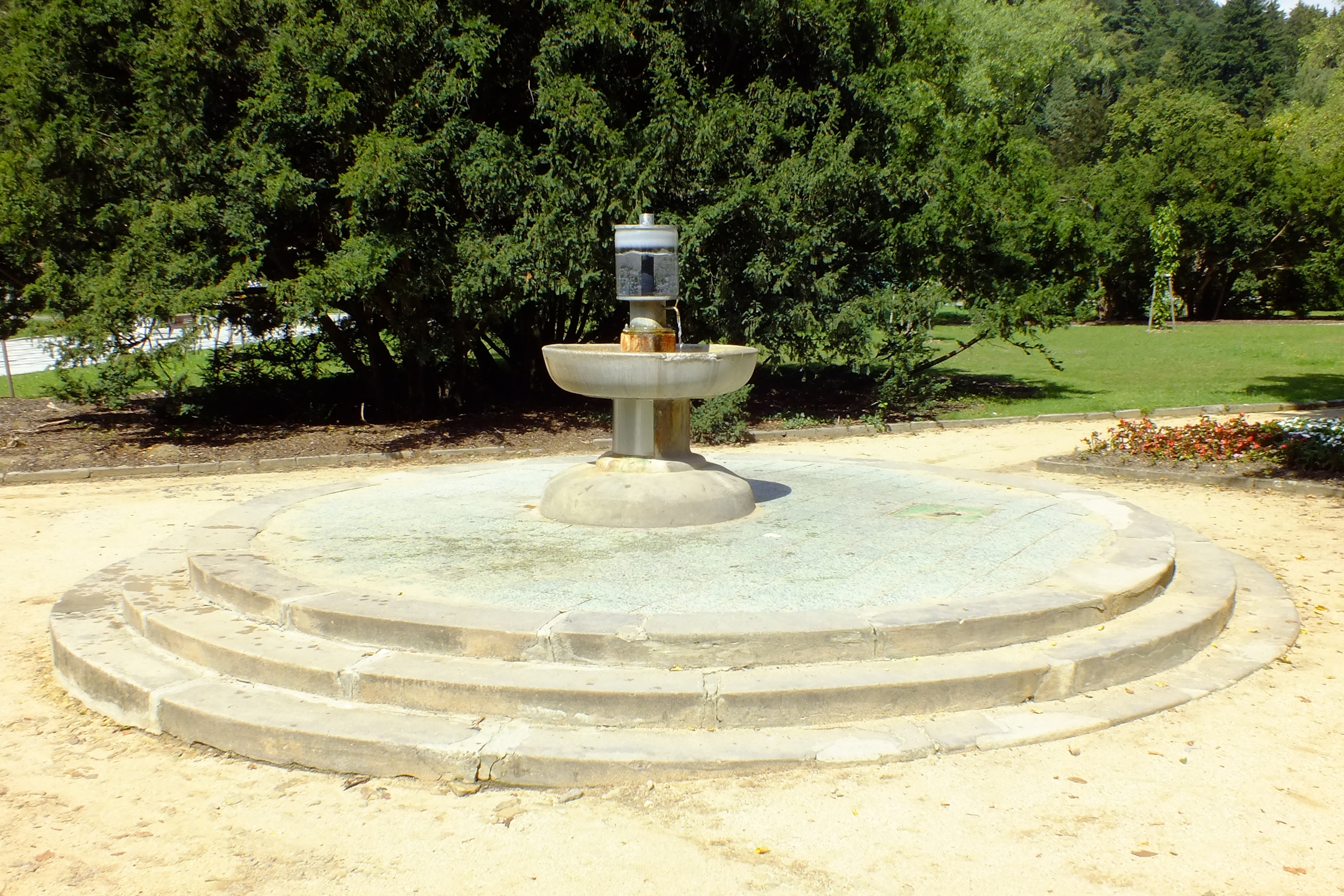
Pramen Dr.Šťastného
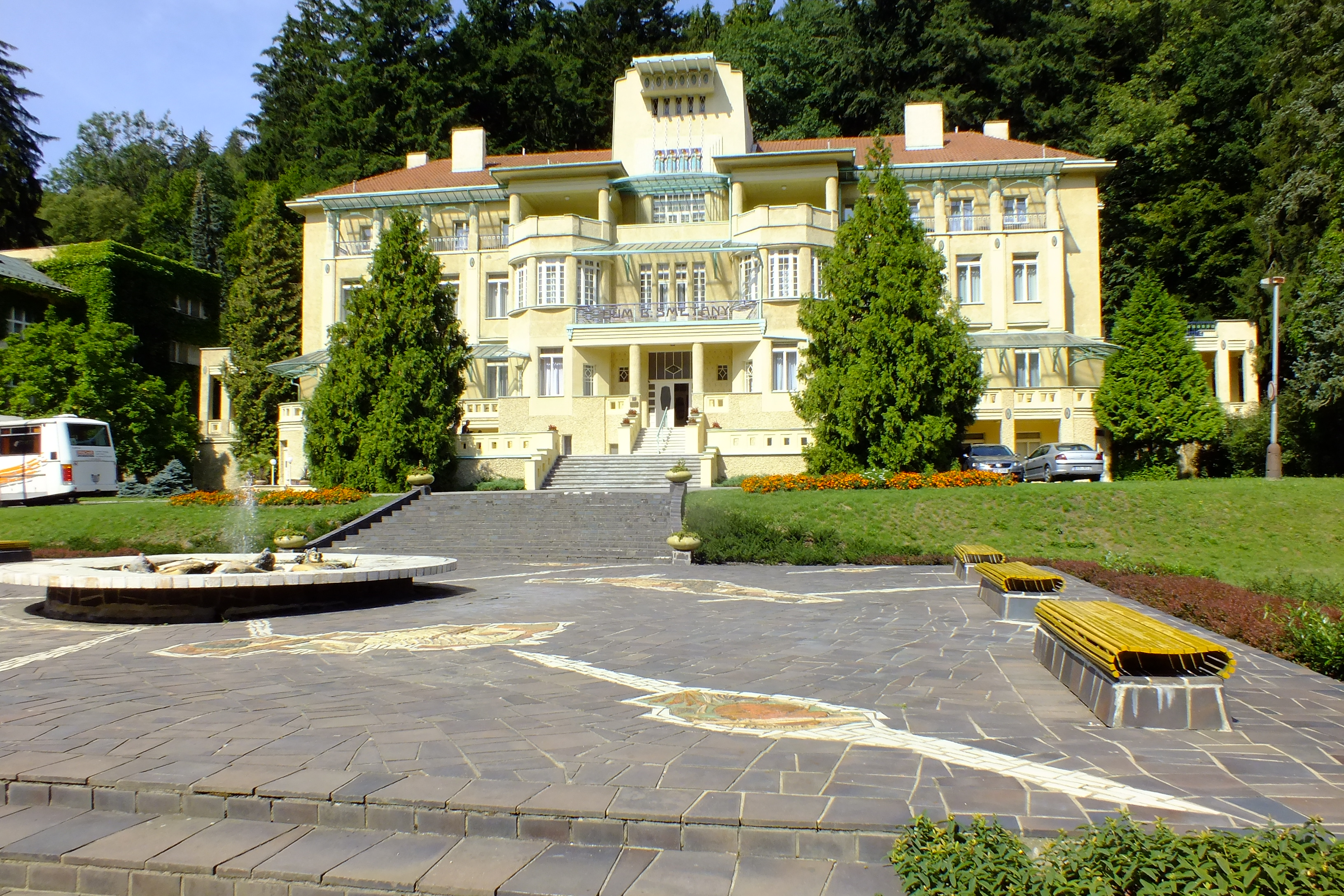
Dům Bedřicha Smetany
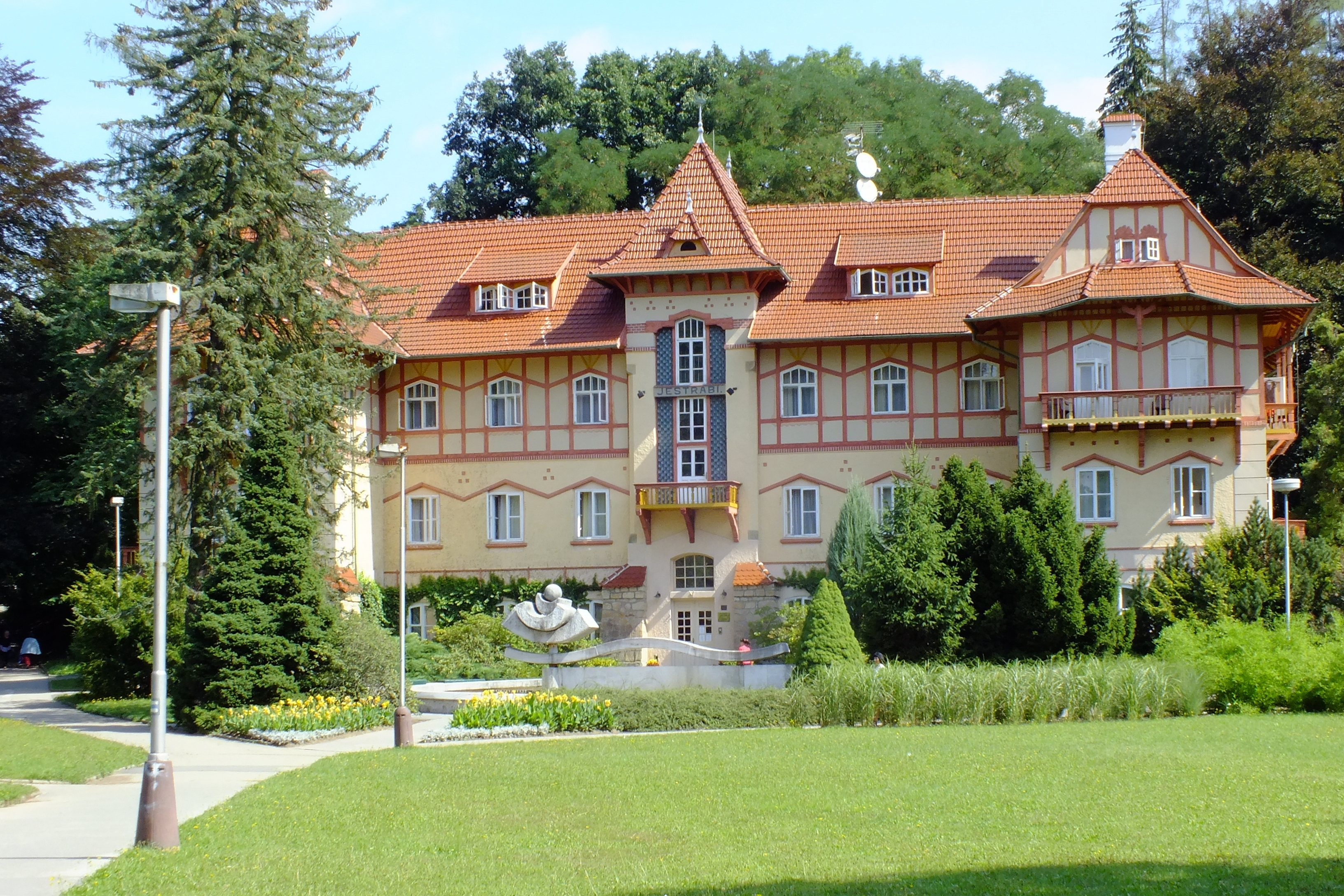
Lázeňský dům Jestřabí
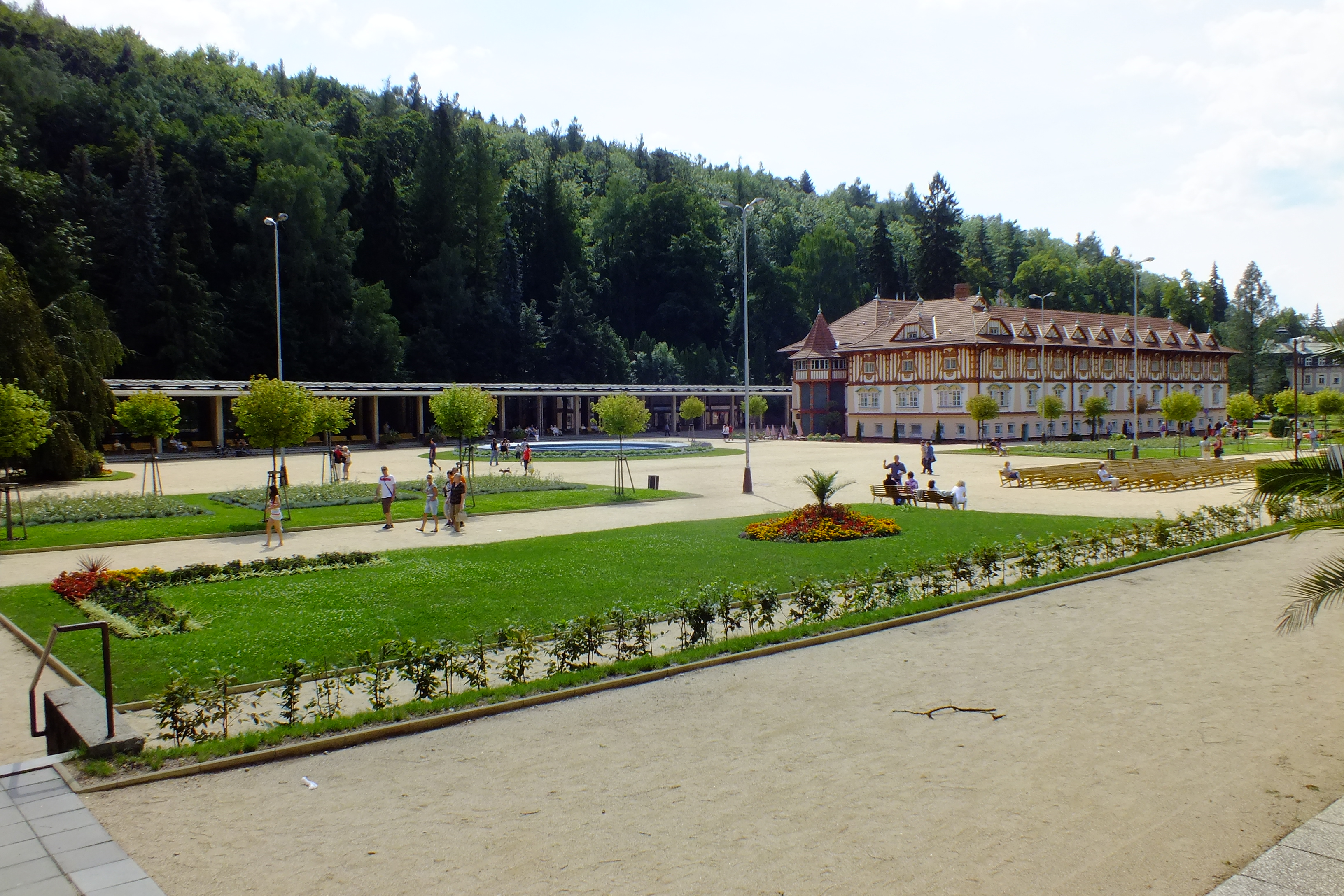
Lázeňské náměstí
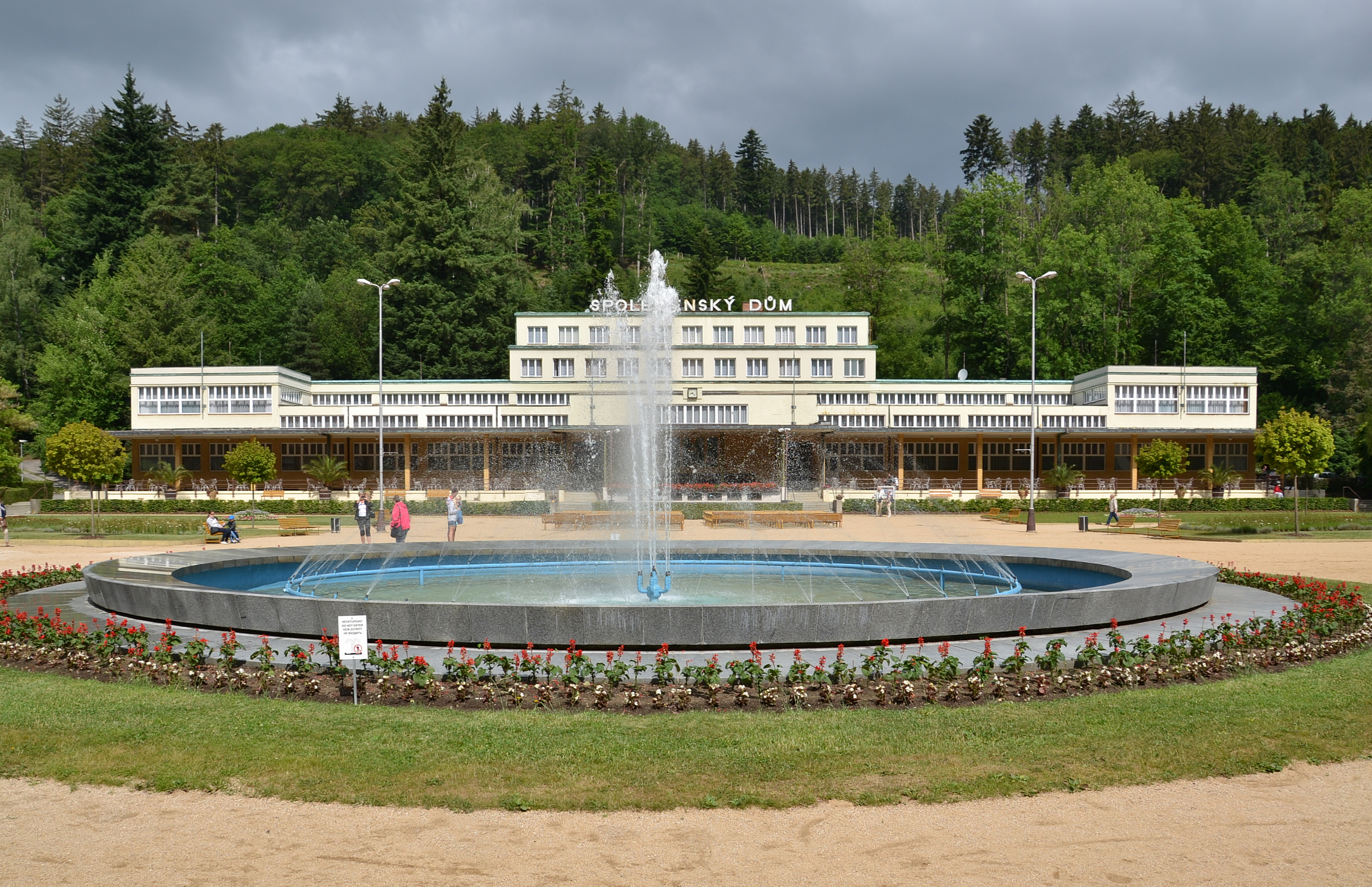
Hotel Společenský Dům
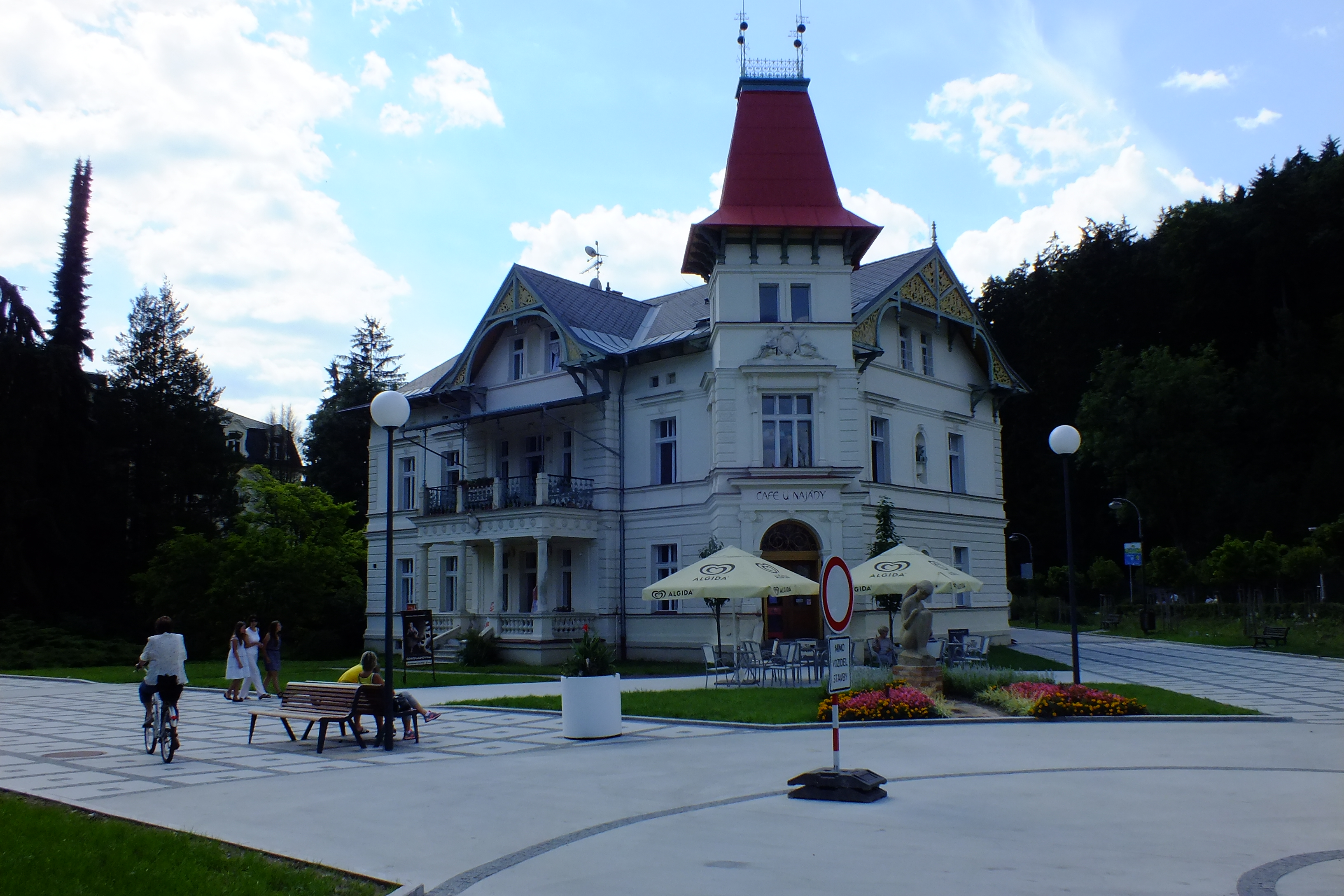
U Najady
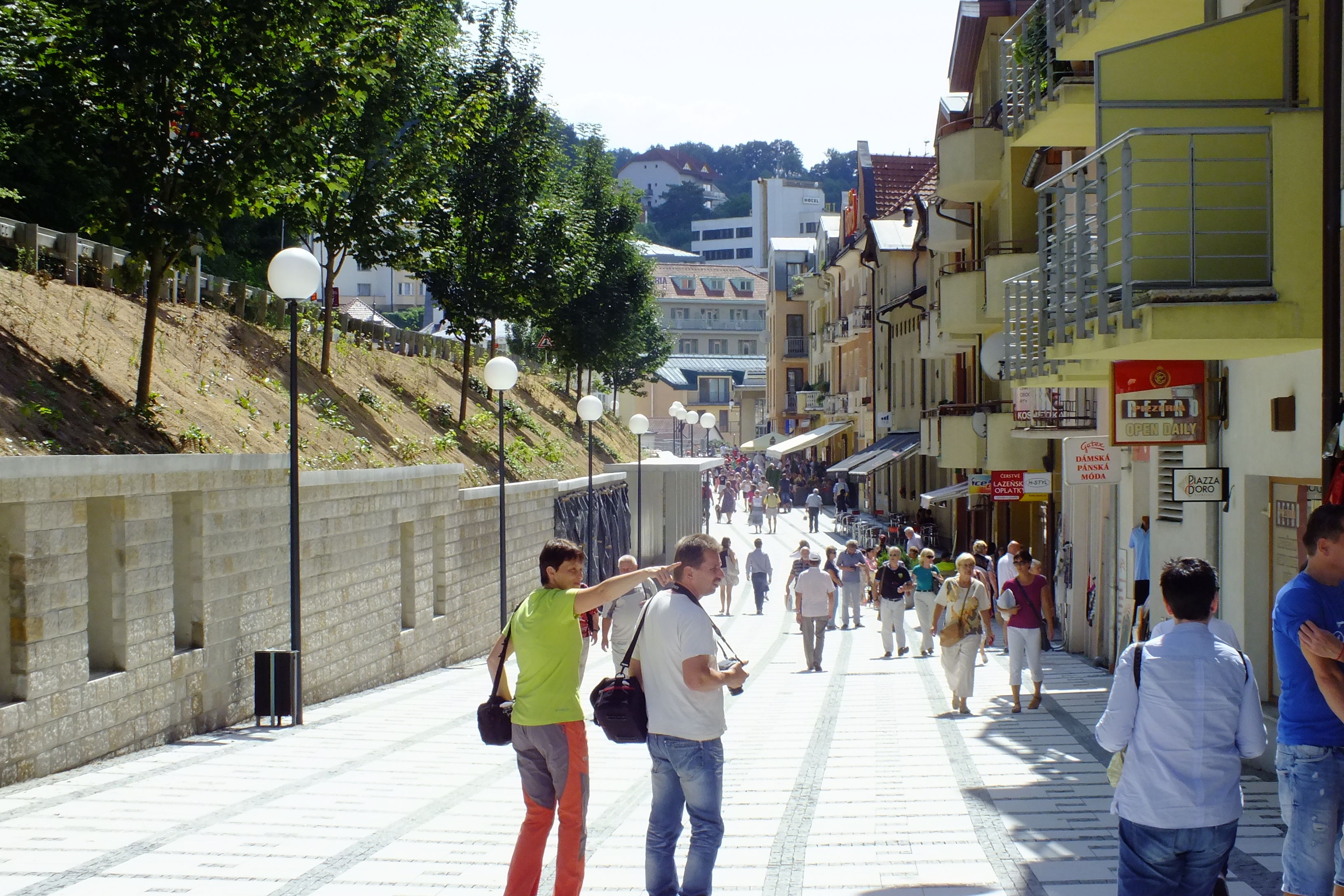
Hlavní ulice Dr. Veselého
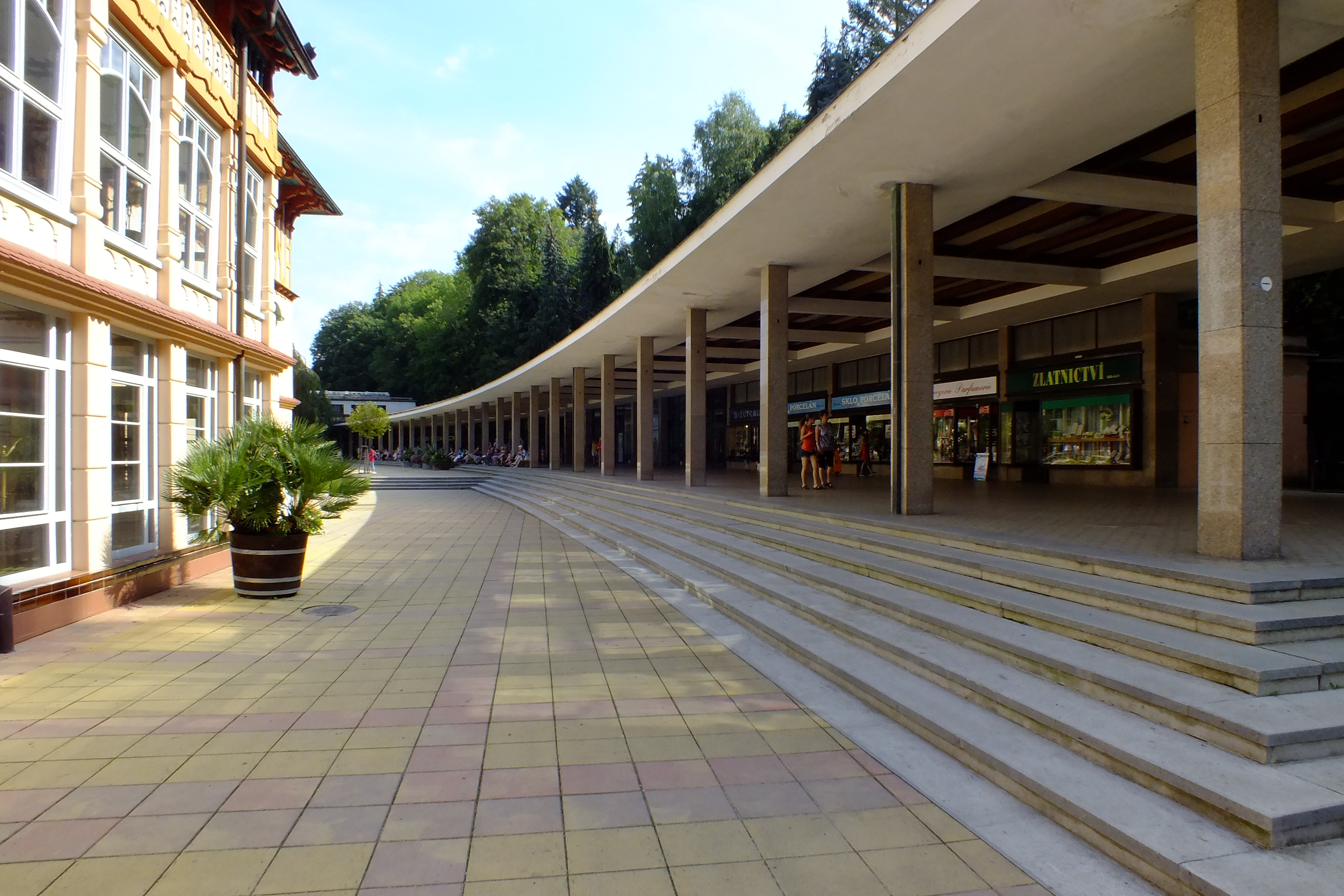
Lázeňská kolonáda
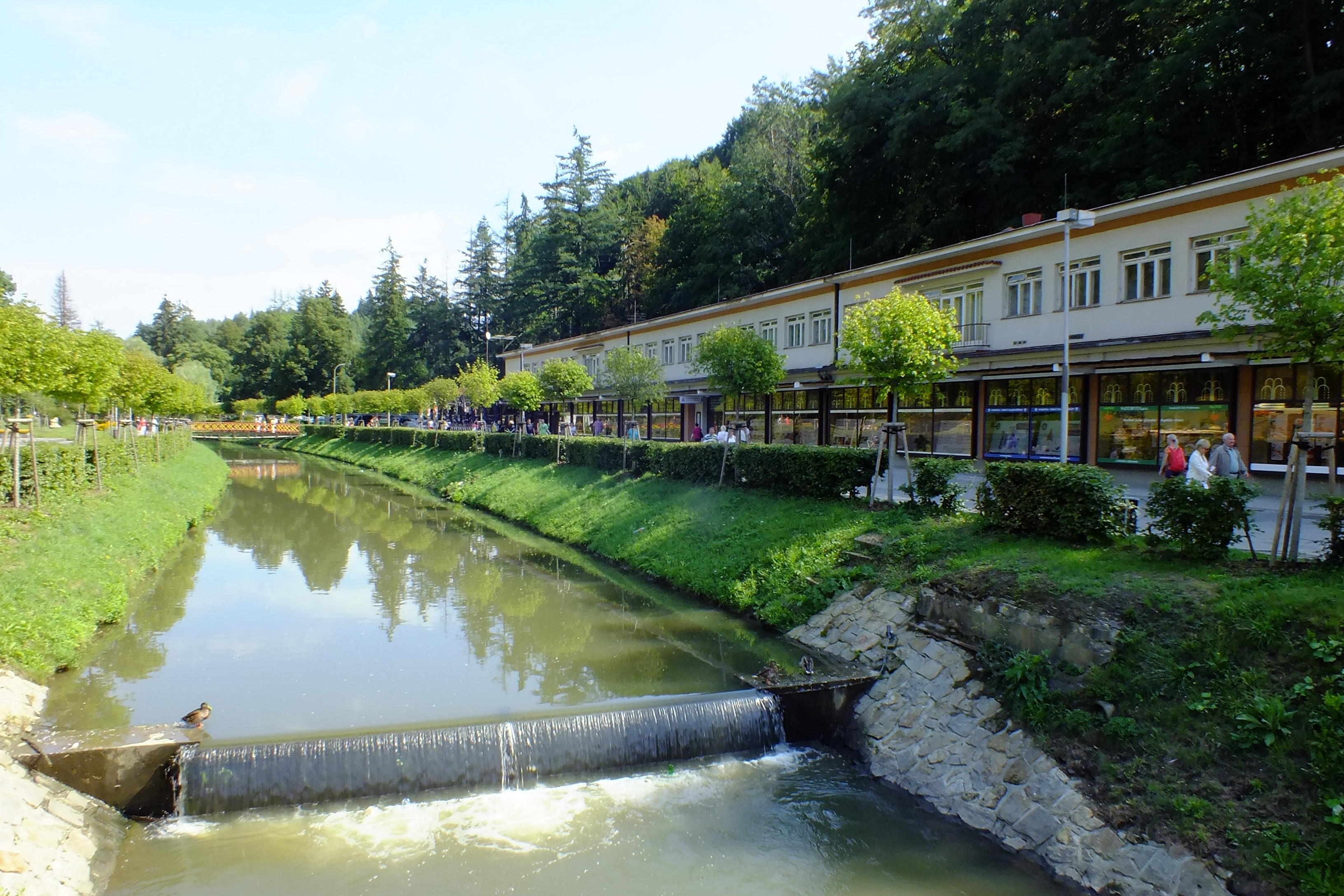
Šťávnice v centru města
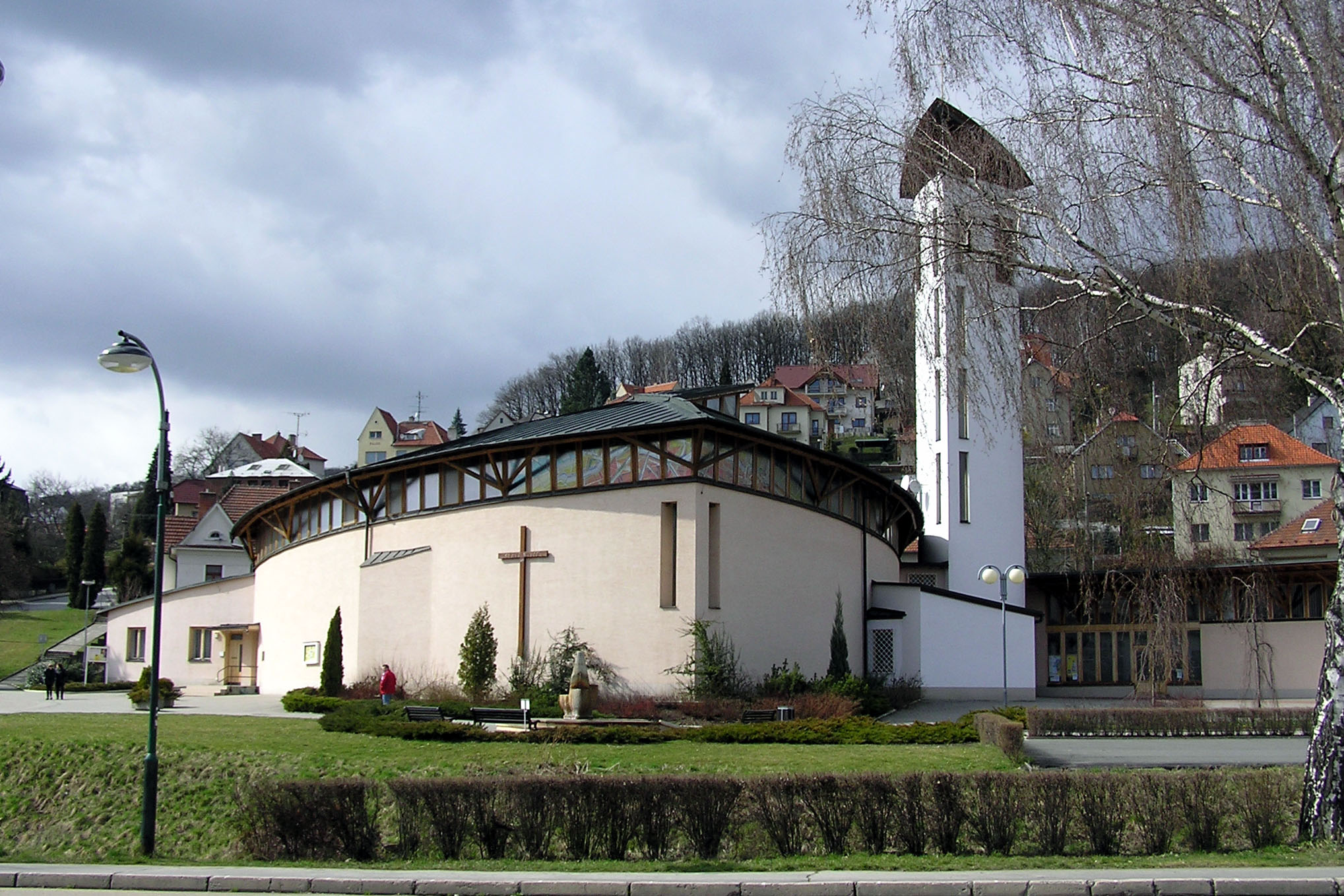
Kostel svaté Rodiny
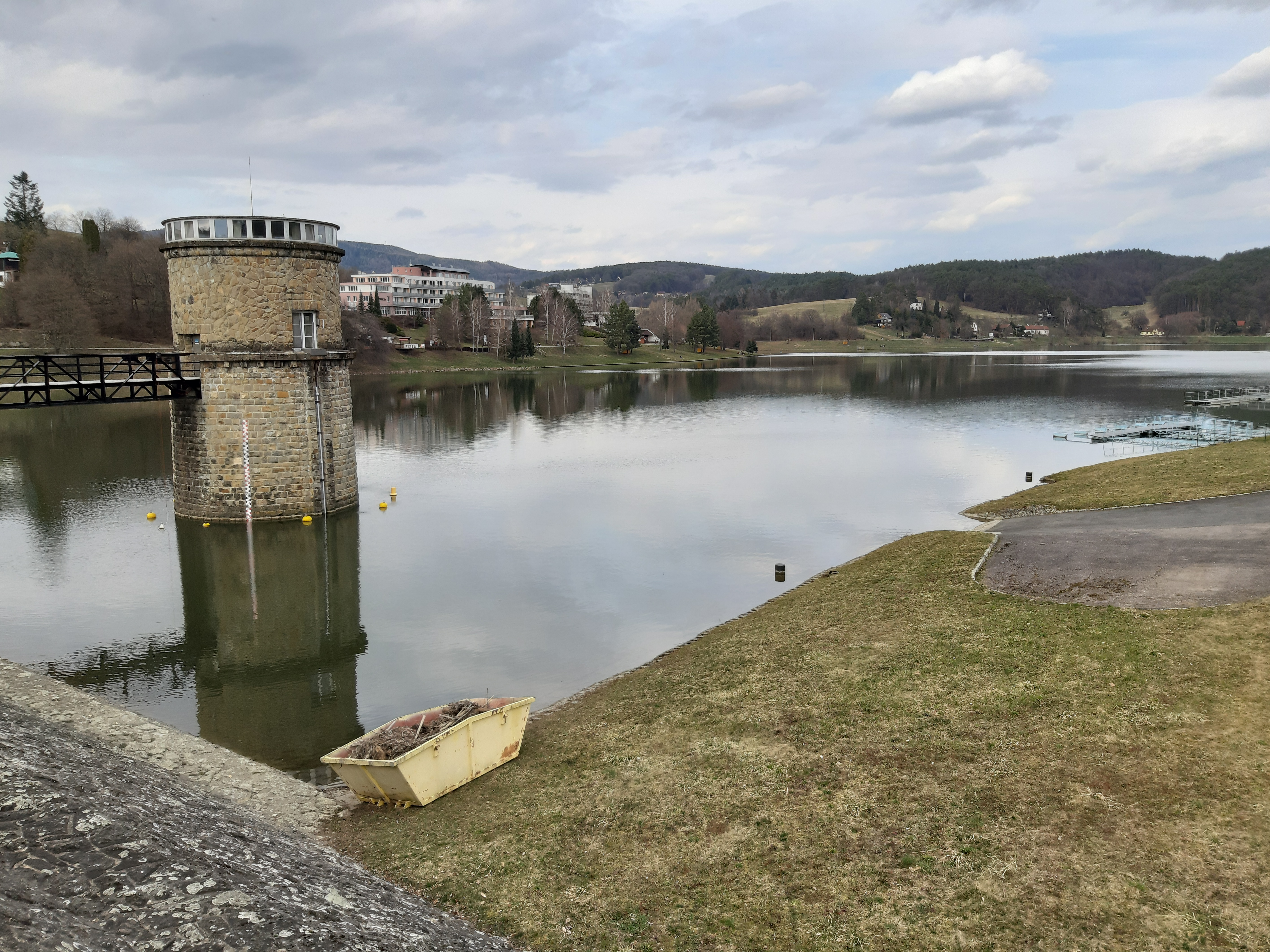
Přehrada Luhačovice / Pozlovice
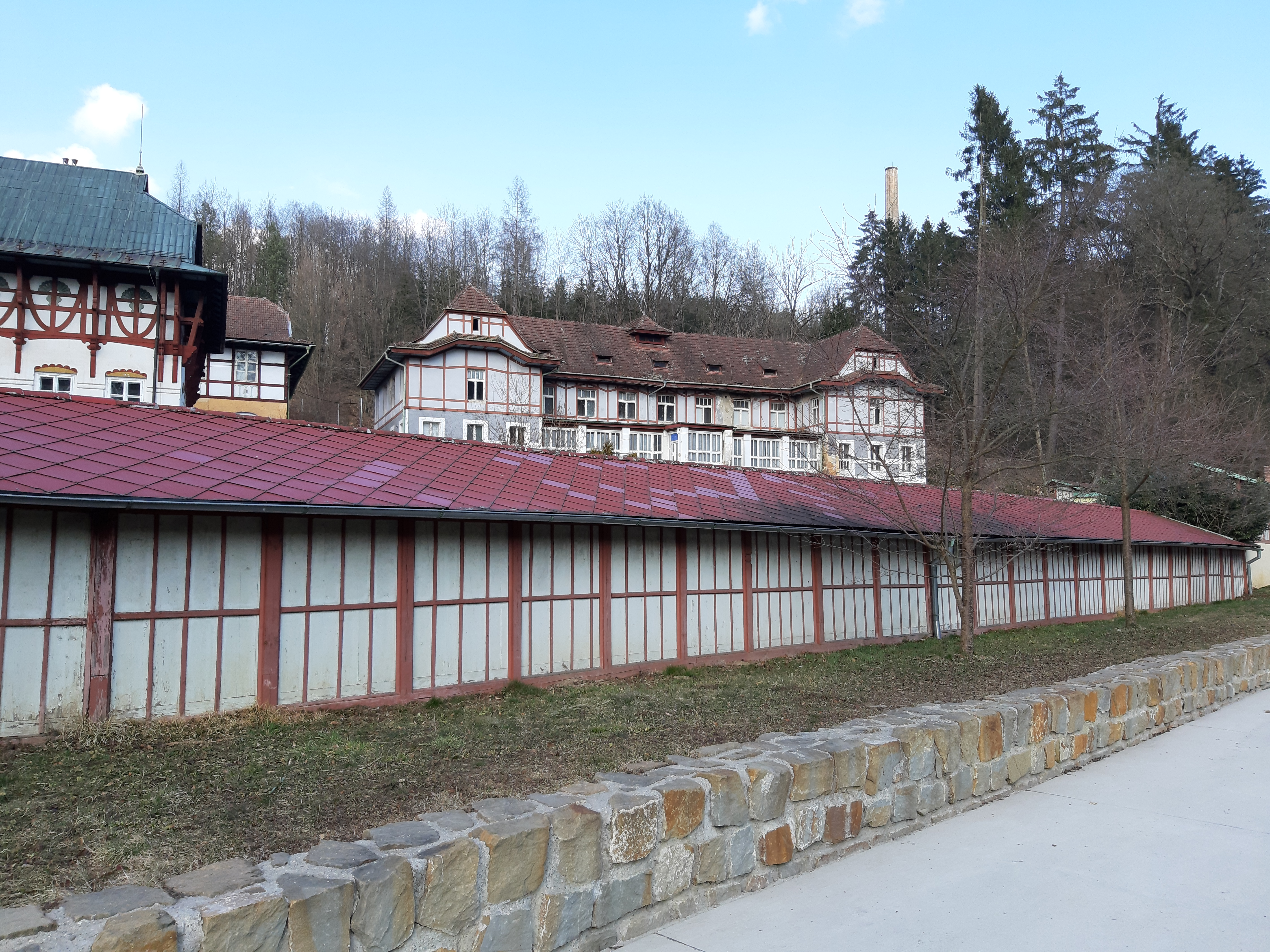
Sluneční lázně
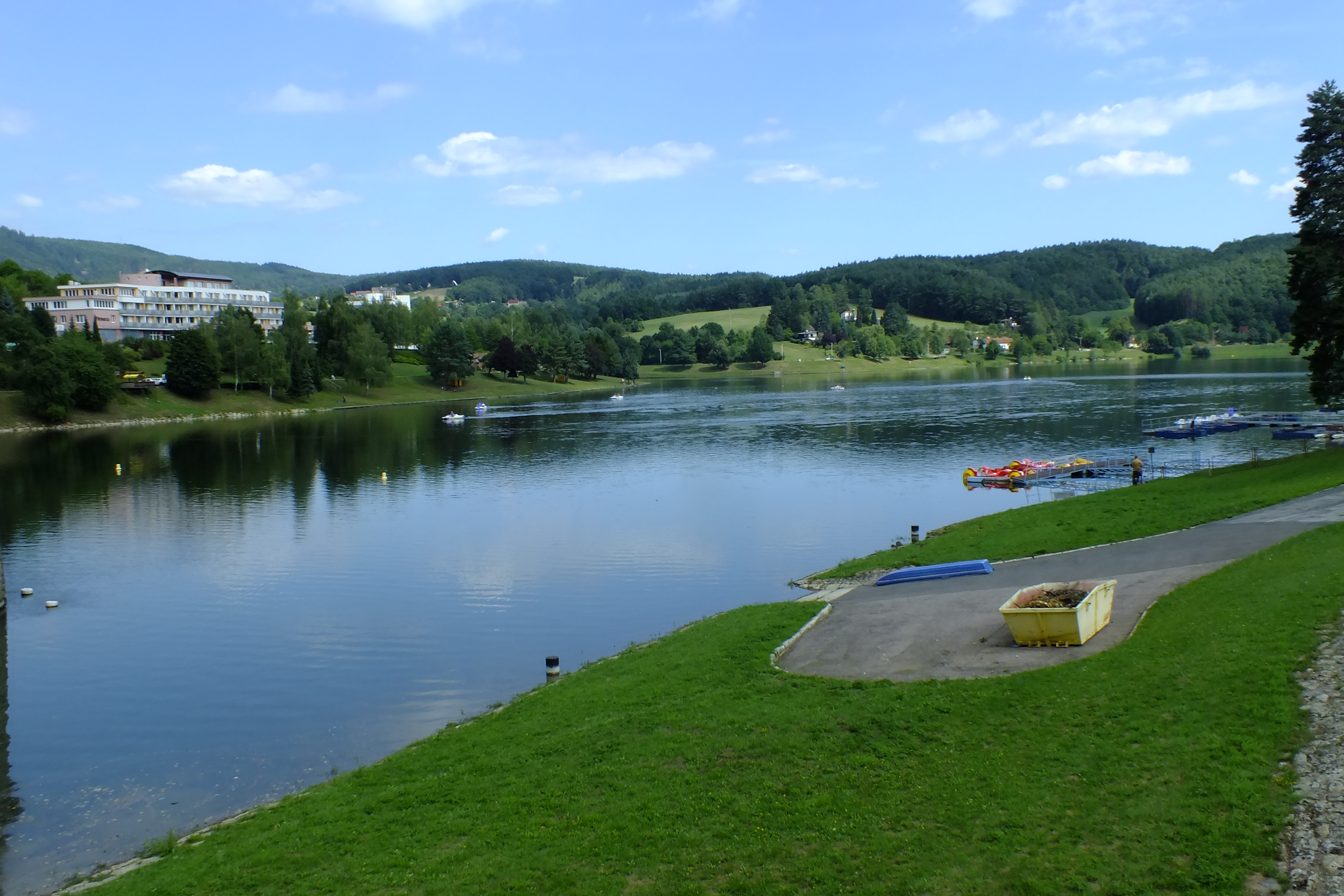
Přehrada v létě